# Johann T’Serclaes, grof Tilly
Johann T'Serclaes, grof Tilly, generalfeldmaršal, * februar 1559, grad Tilly v vojvodini Brabant, † 30. april 1632, Ingolstadt, v tridesetletni vojni poveljnik vojske katoliške lige.
Vzgajan pri jezuitih in v španski vojaški šoli se je z vsem srcem boril za monarhijo in za katoliško cerkev. V cesarski vojski je sodeloval v bojih proti Turkom. V tridesetletni vojni je kot vrhovni poveljnik vodil katoliške vojske in nanizal vrsto zaporednih zmag. Do poraza na breitfeldskem poju proti švedskemu kralju Gustavu II. Adolfu je veljal za nepremagljivega. Po porazu in ob premoči protestantov je zaupanje vanj splahnelo.

## Poreklo. Hitro napredovanje v vojaškem poklicu
Johann T'Serclaes je bil rojen na gradu Tilly v valonskem Brabantu, ki je bil od leta 1522 del Španske Nizozemske (danes v Belgiji). 
Kot drugi sin v plemiški družini T'Serclaes, predani katolicizmu, je bil določen za duhovniški poklic, a je petnajstleten zapustil jezuitsko vzgojo v Kölnu in vstopil v špansko vojsko, kjer je prišel v odlično šolo parmskega vojvode Aleksandra Farneseja. Kot prostovoljec je sodeloval pri obleganju in zavzetju Antwerpna (1585). Pozneje se je preizkušal v različnih službah, tudi pri lotarinškem vojvodi, in se leta 1598 pridružil cesarski armadi. Odtlej je do konca življenja ostal zvest cesarju.
Leta 1600 se je boril kot oficir na Ogrskem proti Turkom pod vodstvom italijanskega generala Giorgia Baste in bil pred Pečjo težko ranjen v ramo (1602). V petih letih je napredoval do feldmaršala. Svojo strogost je pokazal po padcu Esztergoma, ko je postavil vse visoke oficirje garnizona pred sodišče, čeprav so bili napram močnejši turški vojski brez moči, in jih je 9 sodišče obsodilo na smrt. Po končani vojni proti Turkom (1606) je ostal v službi cesarja. Tudi v sporu med cesarjem Rudolfom II. in njegovim bratom Matijo je ostal na cesarjevi strani. Leta 1610 mu je bavarski vojvoda Maksimilijan I. prepustil reorganizacijo bavarske vojske in vodenje čet  katoliške lige, katerih jedro je bila bavarska vojska.

## Katoliški poveljnik v tridesetletni vojni
Leta 1618 se je začel upor Čehov proti novemu češkemu kralju, Habsburžanu Ferdinandu, in s tem tridesetletna vojna. Čehi so ga odstavili in za svojega kralja izvolili pfalškega kneza Friderika V. Po začetnih uspehih upornikov so 8. novembra 1620 združene čete cesarja, katoliške lige in saških najemnikov pod Tillyjevim vodstvom na Beli gori premagale uporniško vojsko.
Jeseni 1621 se je Tillyjeva vojska usmerila proti protestantskim nasprotnikom v Pfalzu, ki so ga branili protestantski zavezniki Friderika V. Iz spopada pri Mingolsheimu (27. aprila 1622) z vojsko grofa Ernesta von Mansfelda se je moral Tilly umakniti, a je takoj nato pri Wimpfenu (6. maja) premagal mejnega grofa Jurija Friderika von Baden-Durlach in pri Höchstu (20. junija) vojvodo Kristijana von Braunschweig-Wolfenbüttel ter po dvomesečnem obleganju zavzel Heidelberg (19. septembra), prestolnico Palatinata, in potem še Mannheim (2. novembra).
Tilly je tako vojaško nadzoroval vso južno Nemčijo. A je naslednje leto v službi Friderika Pfalškega Kristijan pripeljal na Spodnjesaško novo vojsko, da bi nadaljeval boj. Ker pa v deželnih stanovih ni našel zadostne podpore, se je nameraval z vojsko vrniti na Nizozemsko. Tilly je spoznal njegovo namero, mu z vojsko sledil, ga dohitel in v bitki Stadtlohnu (6. avgusta 1623) njegovo vojsko popolnoma uničil.
Težnja po rekatolizaciji, s katero so začeli jezuiti, in vračanje škofij in samostanov v katoliške roke so vznemirili protestantske stanove. Še bolj jih je vznemirilo ropanje slabo oskrbovane Tillyjeve vojske ob srednjem toku Wesserja. Ponovno so prijeli za orožje. Tilly je v tem času oblegal mnoga mesta. V bridkem spominu je ostalo zlasti obleganje Mündna, kjer so po zavzetju mesta (9. junija 1626) Tillyjevi najemniki ropali in morili. Potem se je Tilly lotil obleganja Göttingena in ga zavzel v začetku avgusta 1626.
Leta 1626 se je v vojno na protestantski strani vključila Danska, na katoliški strani pa vojska, ki jo je za cesarja postavil vojskovodja Albrecht von Wallenstein. Tilly je avgusta 1626 pri Luttru na Spodnjesaškem premagal Dance in jih naslednje poletje potisnil preko Labe. 11. septembra pa ga je ob ogledu položajev zadela v nogo sovražna krogla in ga za 5 tednov izločila iz boja.  Med tem je Wallenstein, ki je sedaj poveljeval obema armadama, zavzel Holstein, Schleswig in Jütland in požel vso slavo uspeha. Katoliške sile so sedaj obvladovale ves severozahod Nemčije z izjemo mesta Bremen. Z mirom v Lübecku so se Danci umaknili iz vojne. V času kratkega zatišja je Tillyja zaman skušala zvabiti k sebi španska prestolonaslednica Izabela, kraljeva namestnica v Španski Nizozemski.
Cesar Ferdinand II. je mislil, da je vojno dobil. Ukazal je delni razpust Tillyjeve in Wallensteinove vojske in izdal restitucijski edikt, s katerim je skušal obnoviti katoliški nadzor nad cerkvenimi ozemlji, ki so jih protestantje v preteklih stotih letih sekularizirali. Čeprav Tilly nasilne rekatolizacije dotlej ni odobraval, pa jo je sedaj sprejel kot svojo nalogo in jo vojaško podprl. Nasprotno Wallenstein pri rekatolizaciji ni hotel sodelovati.
Rekatolizacija je vznemirila Francoze in Švede. Francozi so denarno podprli vključitev Švedske v vojno, ki se je tako nadaljevala.
Ferdinand II. je nasedel zlobnim govoricam o nezvestobi Wallensteina, in ga julija 1630 odstavil, ravno v času, ko je švedski kralj Gustav II. Adolf s svojimi (sprva le) 4.000 vojaki pristal v Nemčij. Ti so imeli prepoved ropanja in prebivalstvo jih je lepo sprejelo.
Od avgusta do novembra 1630 se je Tilly zadrževal v Regensburgu, kjer je bilo na knežjem zboru govora o novi organizaciji vojske. Tilly se je sprva (tudi zaradi starosti) branil sprejeti dodatno še poveljevanje cesarske armade; skrbeli so ga tudi pogosto nasprotujoči si ukazi katoliške lige in cesarja. A se je uklonil pod pogojem, da bo denar za vojsko pritekal redno, kar se seveda potem ni zgodilo.
Januarja 1631 je Tilly z vojsko pohitel proti severu, da se spopade s švedskim kraljem, a ta se je spopadu izmikal in ubral taktiko utrujanja Tillyjeve vojske. Tilly je oblegal in krvavo zavzel Neubrandenburg, vojaki so po zavzetju ropali in pobijali prebivalstvo. Vso svojo vojsko, 30-40.000 mož, je potem Tilly usmeril v obleganje strateško pomembnega mesta Magdeburg, trdnjave protestantizma. Po večtedenskem obleganju in novih pozivih na predajo, ko zaradi približevanja Švedov ni več mogel odlašati, se je Tilly zjutraj 20. maja 1631 odločil za tvegan napad. Po preboju obzidja je mesto zagorelo in pogorelo. Vojska je podivjala in pobila 20.000, morda celo 30.000 ljudi (od 35.000). Tilly je uspel rešiti stolnico in samostan. Vprašanje je, koliko je osebno odgovoren za pokol. Močno ga obremenjuje sporočilo, ki ga je po dogajanju poslal cesarju in v katerem pravi: »Od zavzetja Troje ali Jeruzalema ni bilo takšne zmage. Škoda da Vi in dvorjanke niste bili prisotni, da bi uživali v spektaklu.« Zavzetje Magdenburga je bil največji masaker tridesetletne vojne in istočasno obrat v poteku vojne. Zaradi poškodovanih utrdb je mesto tudi zgubilo strateški pomen.
Švedski kralj se je še vedno izmikal direktnemu spopadu s Tillyjevo vojsko. Tiliju je prihajala v pomoč cesarska vojska iz Italije pod vodstvom Egona VIII. grofa Fürstenberga. Ravno to pa je vzpodbudilo saškega volilnega kneza Ivana Jurija I., da se je povezal s švedskim kraljem. Do spopada med armadami je prišlo na polju Breitenfeld pred Leipzigom, kjer so protestanti z novejšo taktiko Gustava Adolfa premagali katoliško vojsko. Slava Tillyjeve nepremagljivosti je ugasnila. Lažje ranjen in bolan se je Tilly vrnil v Halle. A kmalu je spet našel moči za nadaljevanje boja.
V Halleju je zbral preostanke svoje vojske, in ob Wesserju hitel proti jugu, da bi prehitel švedskega kralja, ki se je pomikal preko Turingije. Po poti je nabiral nove čete, pridružila se mu je vojska Karla IV. Lotarinškega, tako da je novembra njegova vojska štela spet kakih 40.000 mož. Prišel je prepozno, da bi rešil Marienberg, najmočnejšo utrdbo kneževine Würzburg. Vojaki mu tudi niso več zaupali, bali so se zmagovalca pri Breitfeldu, veliko je bilo dezerterjev. Pred zimo je obkolil protestantski Nürnberg, ki ga brez oblegovalnih naprav ni mogel zavzeti.
Že novembra so Švedi zavzeli Prago. Položaj na bojiščih je cesarja Ferdinanda II. prisilil, da je spet pritegnil Wallensteina, ki je začel sestavljati svojo vojsko. Tillyju so tako pustili le 3.000 cesarskih vojakov, 5.000 pa jih je imel od Lige.
Februarja 1632 je švedski feldmaršal Horn zavzel Bamberg. Tilly se je napotil proti Bambergu, ga zavzel, prodrl dalje do mesteca Königsberg in ga požgal. To je vzpodbudilo Gustava Adolfa, ki je prodiral ob Renu navzgor, da je z vso vojsko, ki je že močno narasla, zavil proti Tillyju, da se z njim spopade. Sedaj je bil Tilly tisti, ki ni smel sprejeti spopada in se je izmikal. Gustav Adolf se je zato obrnil proti Bavarski. Tudi Tilly je pohitel proti jugu. Švedski kralj je prekoračil Donavo pri Donauwörthu, Tilly pa se je utrdil v mestu Rain ob Lechu, da tam zadrži švedsko vojsko, dokler iz Češke ne pride na pomoč Wallensteinova vojska.
V temi in megli so zjutraj uro hoda nad mestom Švedi gradili plavajoči most čez Lech. Tilly jim je hotel to preprečiti. Razvila se je kanonada z obeh strani, v kateri je bil Tilly hudo ranjen v desno stegno. Tillyjeva vojska in z njo Tilly se je umaknila v utrjeni Ingolstadt. S smrtne postelje je Tilly v pismu rotil Wallensteina, odtlej glavnega katoliškega poveljnika, da reši cesarstvo. Umrl je med švedskim obleganjem Ingolstadta.

## Tillyjeva osebnost
Johann T'Serclaes grof Tilly je vse življenje ostal španski Valonec, učenec jezuitov in branitelj interesov monarhije. Španski kralj Filip II. in infantinja Izabela sta ga imela za svojega. Odkar je stopil v službo cesarja, se je z vsem srcem boril za cesarstvo in za ohranitev katoliške cerkve.
Po naravi je bil strog, odkritosrčen, nepodkupljiv, vesten v izpolnjevanju dolžnosti, mož reda in dogovora. Do vojakov je bil skrben. Vojake je vzgajal strogo, ti pa so se ga bali in ga cenili. Brez vojaškega humorja je od podrejenih zahteval, da z njim govorijo špansko ali francosko. Bil je španska grandezza, kolikor to dopušča šibka postava.
Za poplačilo svojih uslug je rad od cesarja in bavarskega volilnega kneza prejemal zemljišča. Ob smrti je zagotovo imel, poleg zajetne količine denarja, v Belgiji podedovano baronijo Marbais, v Nemčiji (med drugim) zgornjebavarsko gospostvo Breiteneck, ki mu ga je leta 1624 podaril volilni knez Maksimilijan I. Imetje sta podedovala nečaka, sinova njegovega umrlega brata Jakoba. Nekaj denarja je zapustil tudi ostanku svojega valonskega regimenta, ki se je z njim boril na Breitfeldskem polju.
Njegovo ime bremeni usoda Magdeburga, ki je pomenila tudi konec njegove življenjske sreče.